# G2G
G2G (do inglês Government to Government) é uma referência ao comércio eletrônico que se desenvolve entre órgãos do governo, são transações entre governo e governo que podem ser horizontalmente, no âmbito de um mesmo nível de governo (por exemplo, no nível Federal, entre entidades dos diferentes Poderes ou entre órgão e entidades do Poder Executivo) ou verticalmente, envolvendo diferentes níveis de governo (por exemplo, entre entidades da União e Estados ou Municípios).